# Лушкин, Александр Яковлевич
Алекса́ндр Я́ковлевич Лушки́н (1886, Кулебаки, Нижегородская губерния — 1956) — русский революционер и советский хозяйственный деятель.

## Биография
Родился в 1886 году в селе (ныне город) Кулебаки Ардатовского уезда Нижегородской губернии. Поступил на работу на Кулебакский металлургический завод. 1905 году вступил в Российскую социал-демократическую рабочую партию. Принимал активное участие в Революции 1905—1907 годов, участвовал в боях в Сормове. После Октябрьской революции 1917 года был избран первым председателем Исполнительного комитета Кулебакского Совета рабочих, крестьянских и солдатских депутатов. В июле 1918 года принимал участие в V Всероссийском съезде Советов в Москве. С 1923 по 1953 годы занимал руководящие должности в промышленности Горьковской области.

## Награды
- Орден Ленина[1][2][3].

## Память
Именем Александра Яковлевича Лушкина названа одна из улиц города Кулебаки.